# Сулакский каскад ГЭС
Сулакский каскад ГЭС — комплекс гидравлических электростанций в России. Расположен на реке Сулак в Дагестане. Основная часть строительства осуществлена в советский период.

## Общие сведения
Комплекс ГЭС на реке Сулак, суммарной действующей мощностью 1345,6 МВт, среднегодовой выработкой 3,6803 млрд кВт·ч (0,37% от общего потребления в стране) и состоящий из трех ступеней:
- первая ступень — Чиркейская ГЭС, мощностью 1000 МВт и выработкой 2,47 млрд кВт·ч;
- вторая ступень — Миатлинская ГЭС, мощностью 220 МВт и выработкой 0,69 млрд кВт·ч;
- третья ступень — комплекс Чирюртских ГЭС, использующих одну плотину и водохранилище, состоящий из четырех станций:
  - Чирюртская ГЭС-1, проектной мощностью в 72 МВт и выработкой 0,386 млрд кВт·ч;
  - Гельбахская ГЭС мощностью 44 МВт и выработкой 0,0915 млрд кВт·ч;.
  - экспериментальная Бавтугайская ГЭС, мощность 0,6 МВт;
  - Чирюртская ГЭС-2 мощностью 9 МВт и выработкой 0,0428 млрд кВт·ч;

ГЭС находятся на территории Дагестана. Все электростанции спроектированы институтом «Гидропроект» (Ленинградским и Бакинским отделениями).
Все ступени входят в состав ОАО «РусГидро».

## Экономическое значение
ГЭС играют важную роль в обеспечении устойчивости энергосистемы Юга.